# Mok Jin-seok
Mok Jin-seok, né le 20 janvier 1980, est un joueur de go professionnel en Corée du Sud.

## Biographie
Mok est devenu pro en 1994, à l'âge de 14 ans. Il a atteint le grade de 9e dan après avoir atteint la finale de la Coupe LG en 2005, qu'il a cependant perdue contre Lee Chang-ho.

## Titres
| Titre                    | Années |
| ------------------------ | ------ |
| Coupe KBS                | 2000   |
| Coupe BC Card            | 1997   |
| Coupe SK Gas             | 1999   |
| China-Korea New Pro Wang | 1998   |
| Total                    | 4      |